# HMS Ocean (L12)
Pour les autres navires du même nom, voir HMS Ocean.
Le HMS Ocean (L12) est un navire de débarquement qui a servi dans la Royal Navy avant d'être racheté par la Marine brésilienne.

## Historique
Unique navire de sa classe, sa construction débuta le 30 mai 1994 aux chantiers Vickers Shipbuilding and Engineering et il fut lancé le 11 octobre 1995, son coût est alors équivalent à environ  154 millions de livres sterling (
283 millions de £ de nos jours).
Entre 2013 et 2014, il est modernisé pour environ 90 millions de dollars.
Il est notamment utilisé comme porte-hélicoptères d'assaut avec comme principale force d'attaque les AgustaWestland Apache de la Army Air Corps.
Après le passage de l'ouragan Irma, le gouvernement britannique décide le 7 septembre 2017 de l'envoyer, depuis la Méditerranée où il se trouve, dans les Caraïbes (le trajet devant prendre 10  à   14 jours) pour porter assistance aux populations des territoires britanniques d'outre-mer.
Navire amiral de la Royal Navy depuis juin 2015, il a été retiré du service en 2018 pour être revendu à la Marine brésilienne pour, selon un journaliste brésilien, 84,3 millions de livres sterling soit 312 millions de réaux brésiliens,.
Le 27 mars 2018, le HMS Ocean est retiré du service pour des raisons budgétaires. La cérémonie a lieu à la base de Devonport, en présence de la reine Élisabeth II. Il est alors prévu que le navire rejoigne la Marine brésilienne le 29 juin.
Il entre en service dans la Marine brésilienne le 10 juillet 2018 comme Porte-Hélicoptères Polyvalent sous le nom de PHM Atlântico (A-140).
Le navire arrive à Rio de Janeiro fin août 2018 et remplace le São Paulo (porte-avions) comme navire amiral.

## Caractéristiques

### Capacité de transport
- 18 aéronefs : il emporte des hélicoptères Sea King, Lynx et peut également accueillir des Chinook et transporter des Sea Harrier. Puis acquis la capacité pour des Apache et des Merlin. Le hangar accueille un groupe aérien standard composé de 12 Merlin ou 12 Sea King HC.4 et 6 Lynx ou 6 Apache (depuis 2008). Il y a deux ascenseurs d’aéronefs reliant le pont au hangar et une rampe à véhicule atteint le pont.
- 4 LCVP Mk 5 (en)
- 2 aéroglisseurs Griffon,
- 40 véhicules de 0,5 t
- 34 remorques
- 6 obusiers de 105 mm
- 803 Royal Marines : 500 marines + 303 en cas de nécessité

### Armement
- 3 x 2 canons anti-aériens de 30/75 mm GCM-b03 Oerlikon (en), remplacés en 2002 par 4 x 2 canons 20/90 mm GAM-B03 Oerlikon
- 3 x 6 20/76 Mk 15 Phalanx CIWS

### Détection et contre-mesures
- 2008 : nouveau radar type 1008 et leurres anti-torpilles type 2170
- 2015 : remplacement du radar type 996(2) par un radar type 997 ARTISAN